# Ntameli
Ntameli  (ou Ntamale, Ntamele, Ntamelle, Ntamile, Ntemele) est une localité du Cameroun située dans le département du Manyu et la Région du Sud-Ouest, à proximité de la frontière avec le Nigeria. Elle fait partie de la commune d'Akwaya et du canton d'Assumbo.

## Population
La localité comptait 561 habitants en 1953, puis 484 en 1967, des Assumbo du clan Okus.
Lors du recensement de 2005, on y a dénombré 231 personnes.